# Shimanto, Kōchi
Shimanto (四万十市 Shimanto-shi) là một thành phố thuộc tỉnh Kōchi, Nhật Bản.

## Hình ảnh

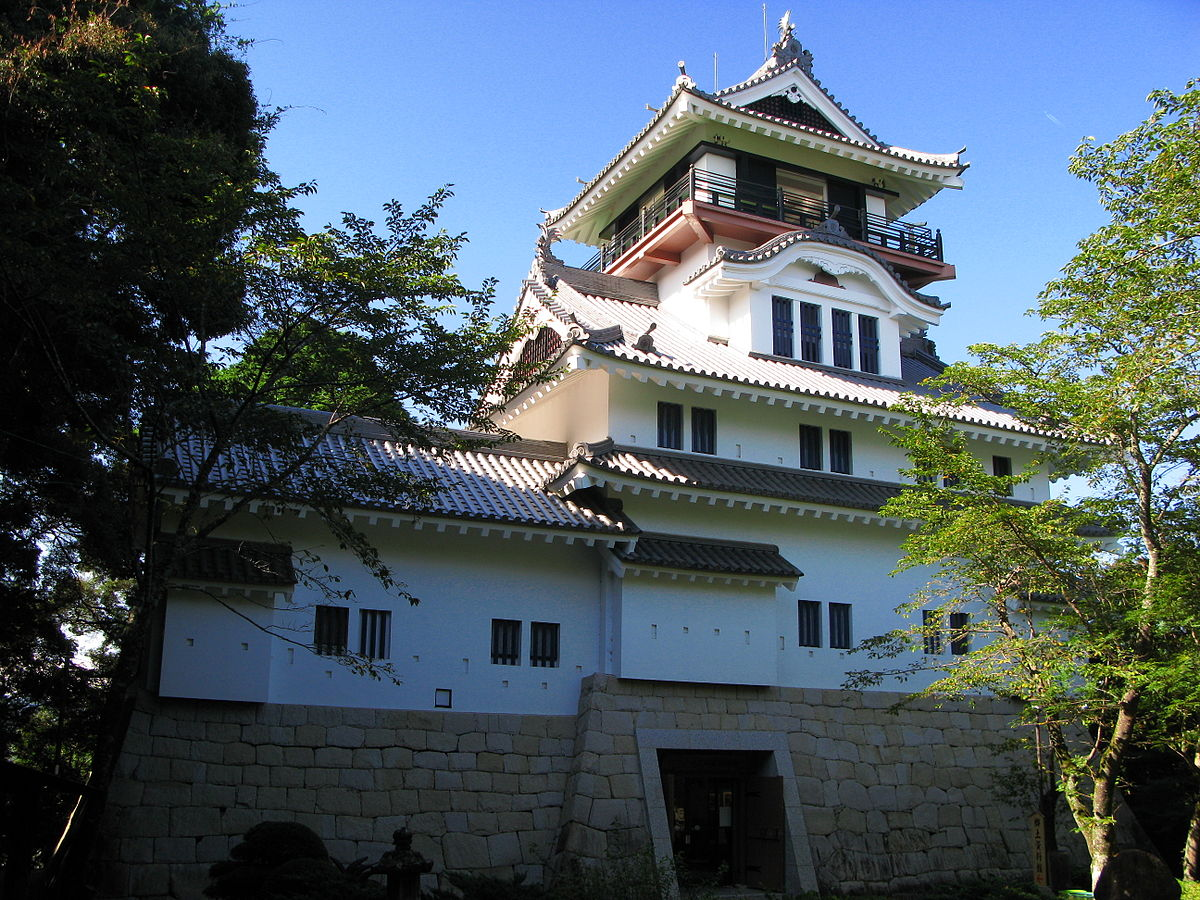
中村城
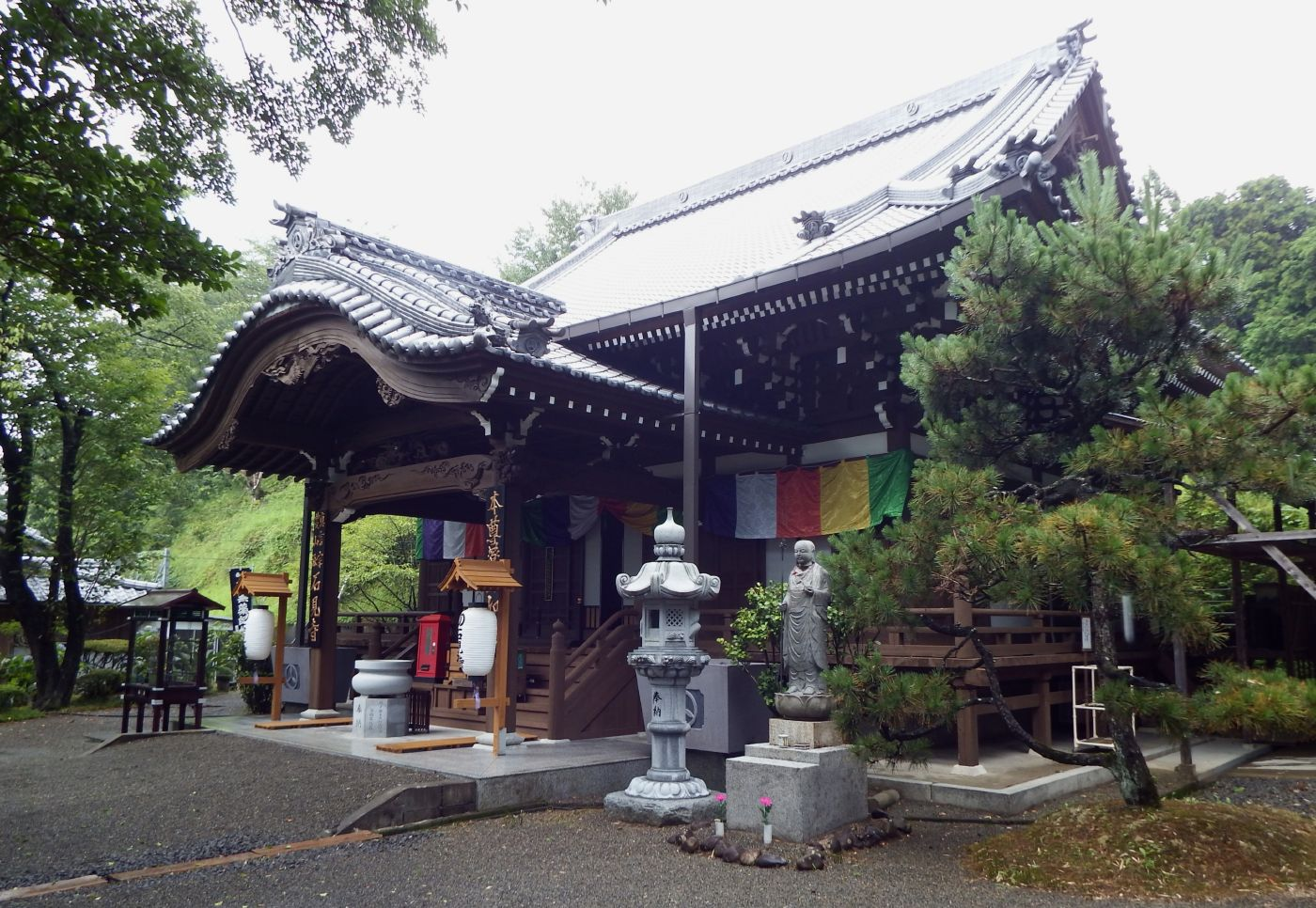
石見寺
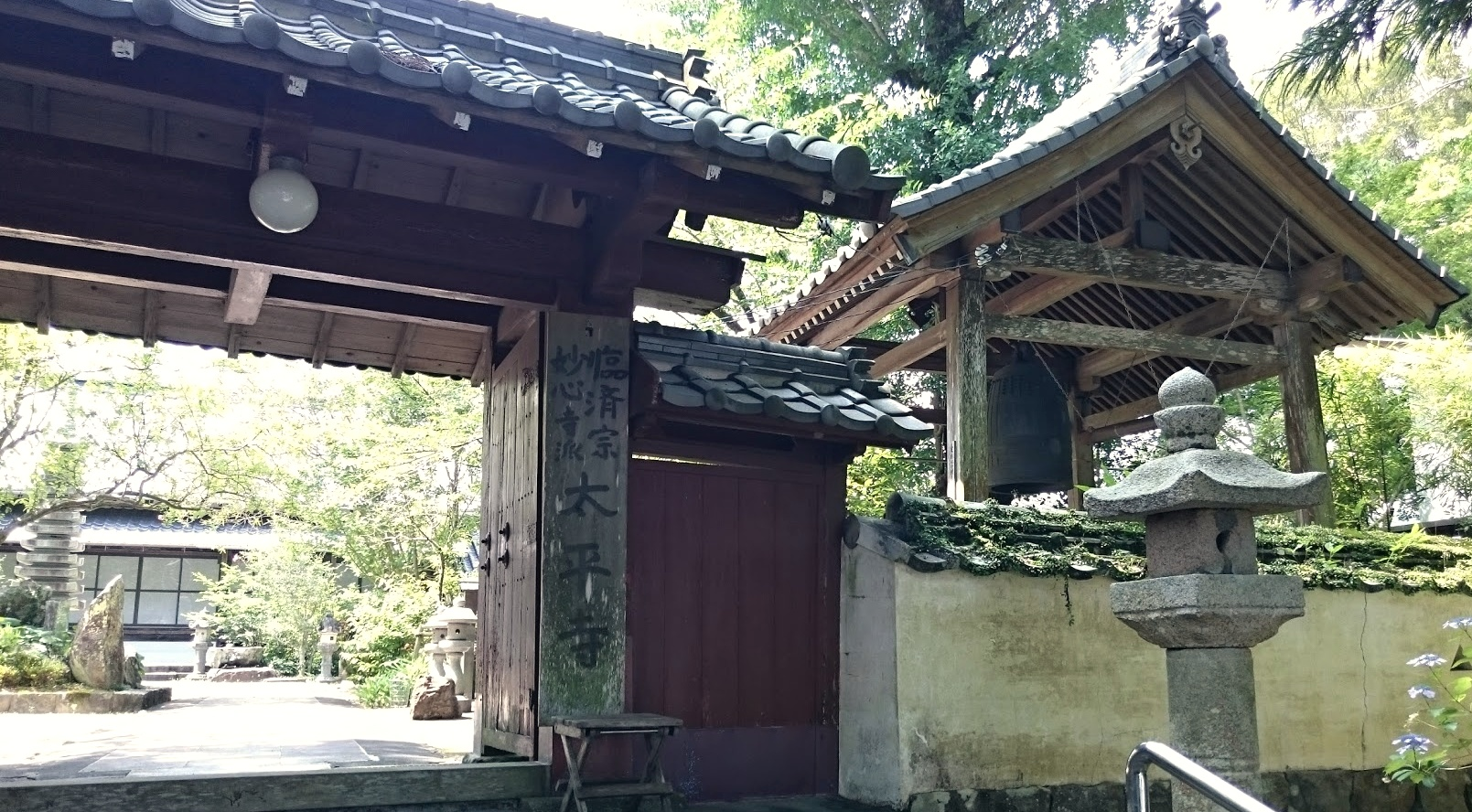
太平寺
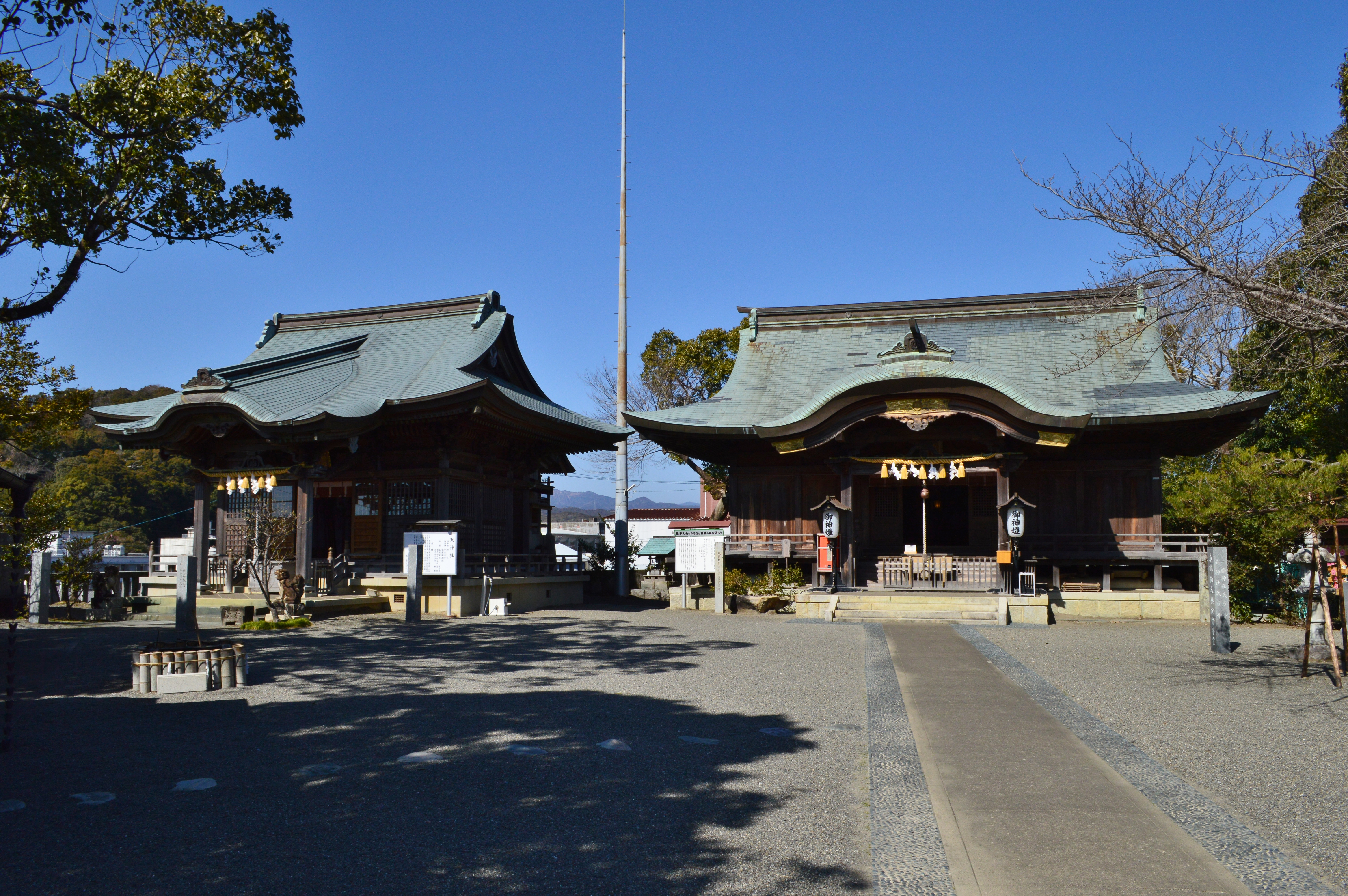
一條神社
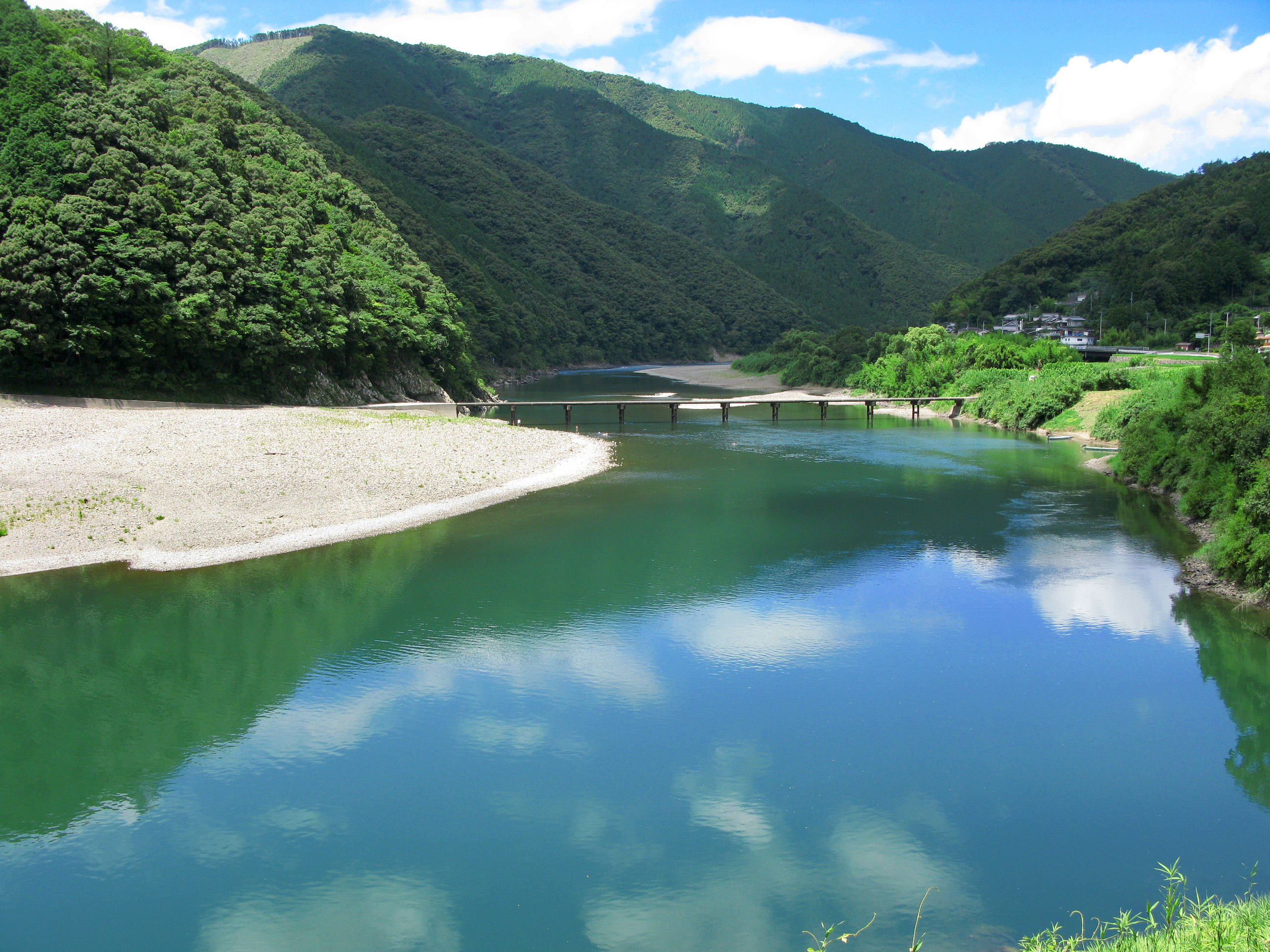
四万十川
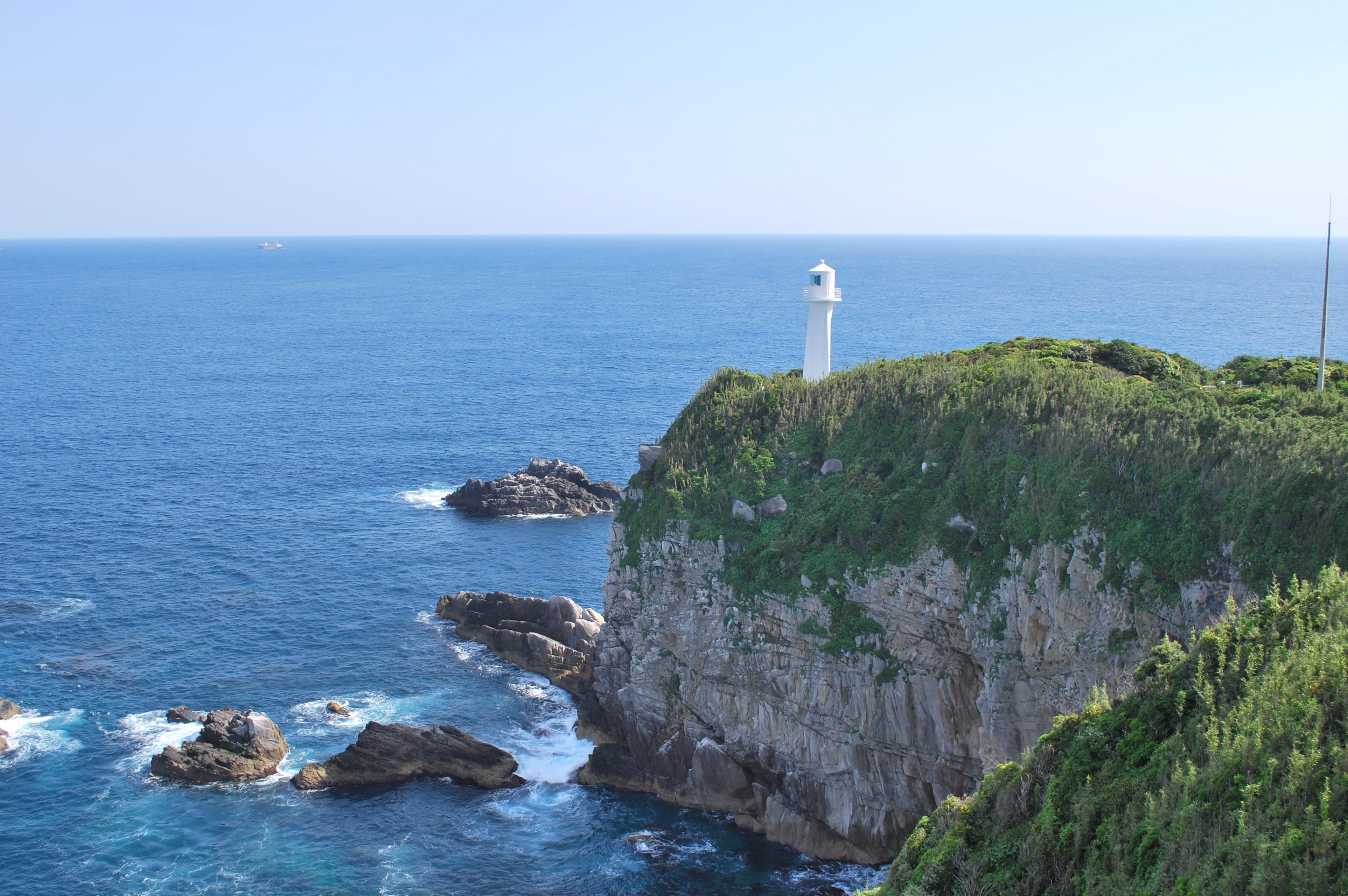
足摺宇和海国立公園
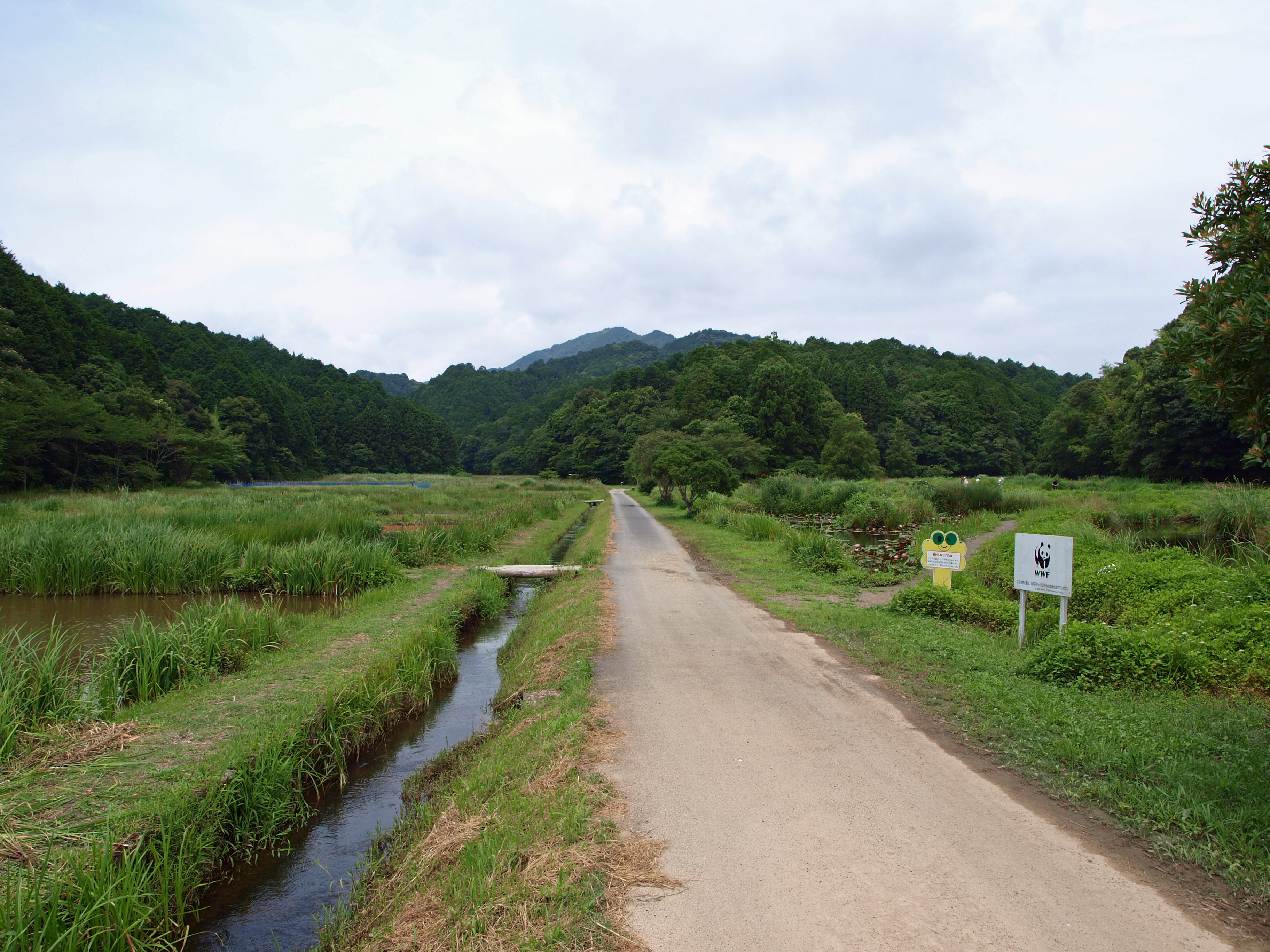
トンボ自然公園